# Eastermar
Eastermar est un village situé dans la commune néerlandaise de Tytsjerksteradiel, dans la province de la Frise. Son nom en néerlandais est Oostermeer. Le 1er janvier 2009, le village comptait 1 593 habitants.

## Personnalités
- Doutzen Kroes (mannequin) est née à Eastermar (1985).